# Paul Auban
Pour les articles homonymes, voir Auban.
Paul Auban, né le 7 mars 1869 à Mirebeau-sur-Bèze (Côte-d'Or) et mort le 18 juillet 1945 à Paris, est un sculpteur français.

## Biographie
Paul Auban a été l'élève des sculpteurs Alexandre Falguière et Antonin Mercié à l'École des beaux-arts de Paris, où lui-même enseigne plus tard.
Il expose régulièrement au Salon des artistes français, où il obtint une médaille de première classe en 1913. Il se spécialise dans la statuaire féminine.
Il meurt le 18 juillet 1945 au sein de l'Hôpital Cochin dans le 14e arrondissement, et, est inhumé au Cimetière parisien de Bagneux (99e division).

## Œuvres dans les collections publiques
- Avelin : Monument aux morts.
- Dijon : Monument à Garibaldi, 1900, bronze, envoyé à la fonte sous le régime de Vichy.
- Nantes, square Maurice-Schwob : L'Épave, 1926.
- Paris : La Gueuse.
- Pau : La Source.
- Péronne : Picarde maudissant la guerre, monument aux morts, 1926, version d'après L'Épave de Nantes[3].
- Reims : Fontaine Subé, 1906.
- Source-Seine : La Seine, d'après François Jouffroy.

## Galerie

« L'Épave » (1926), square Maurice-Schwob à Nantes
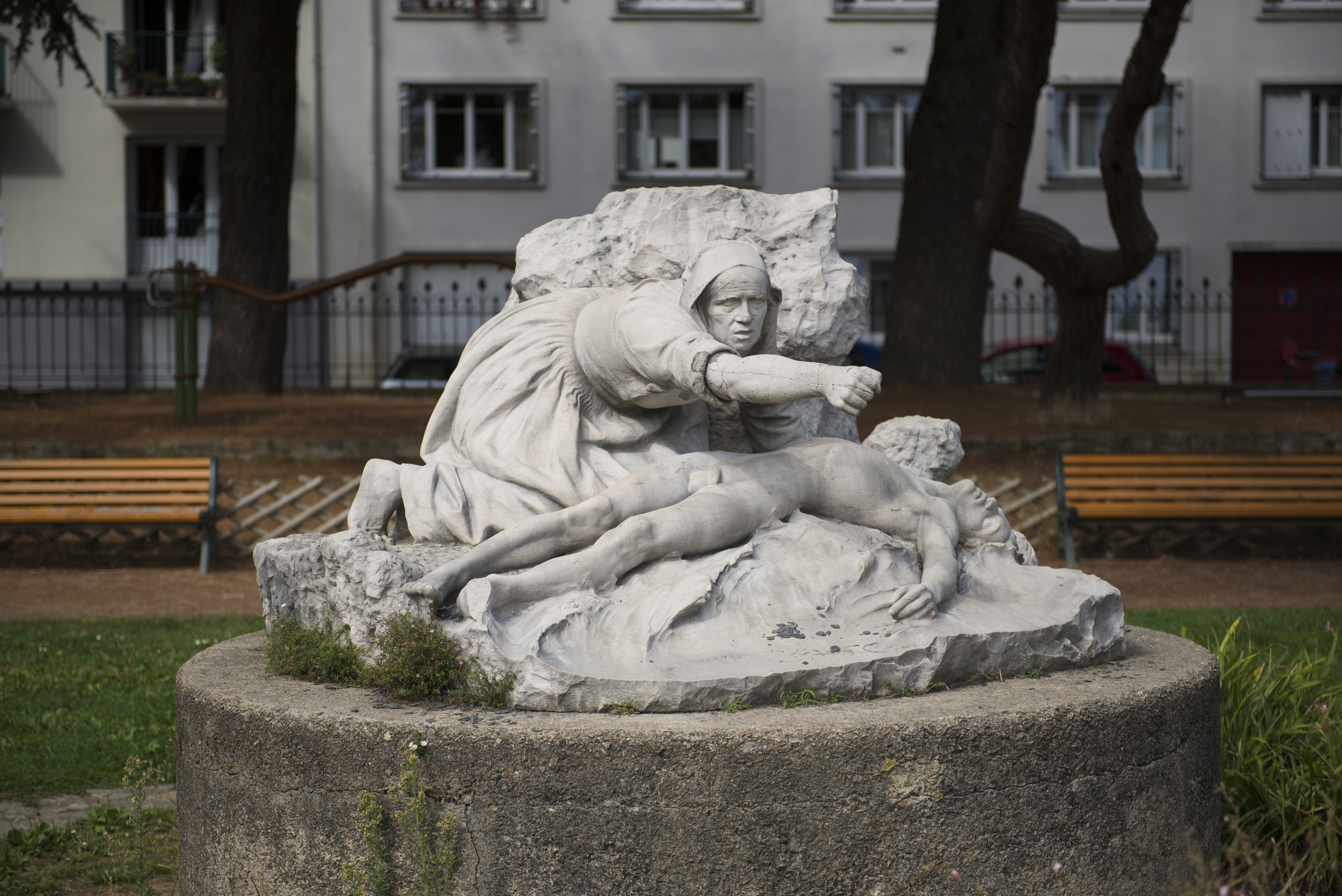
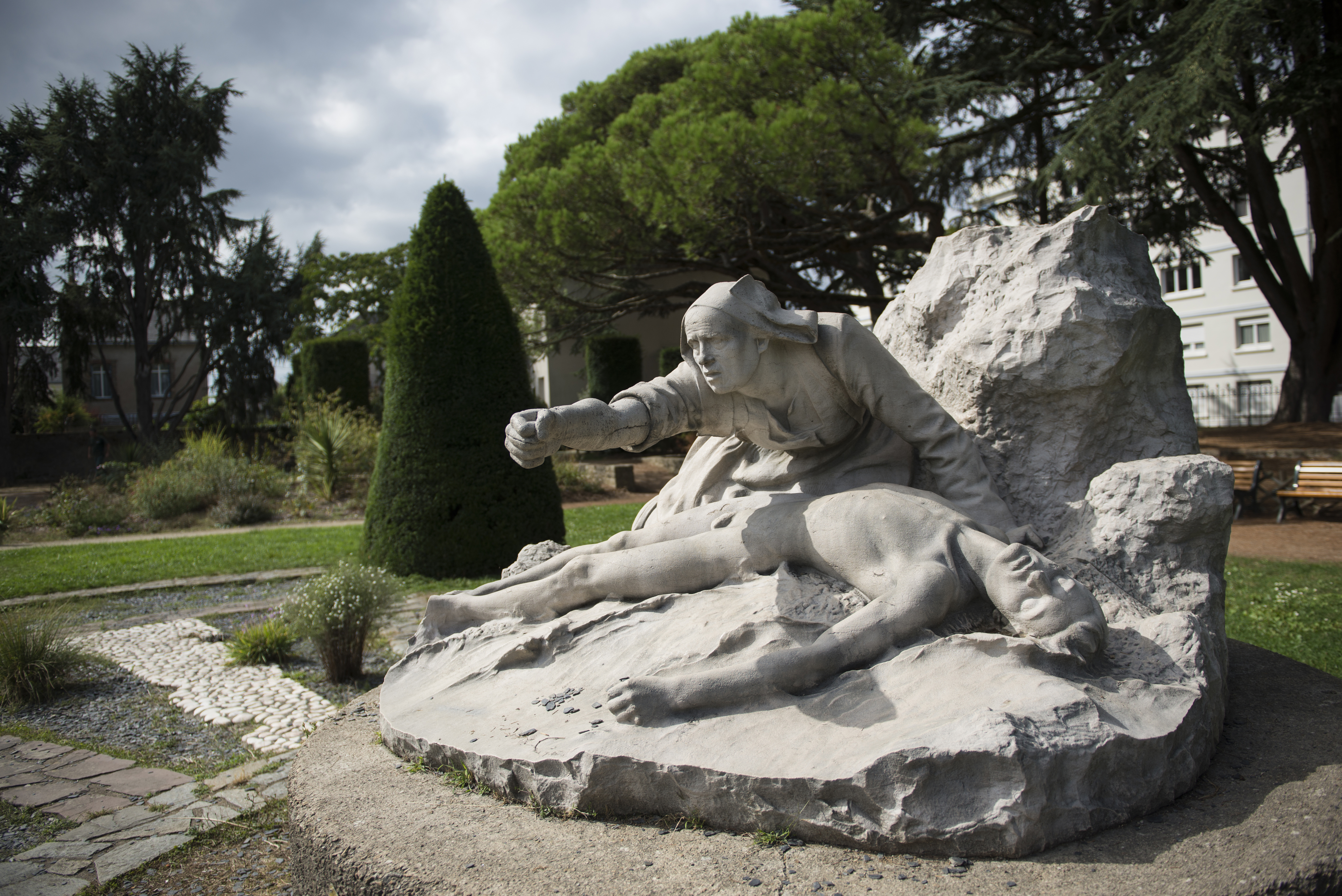
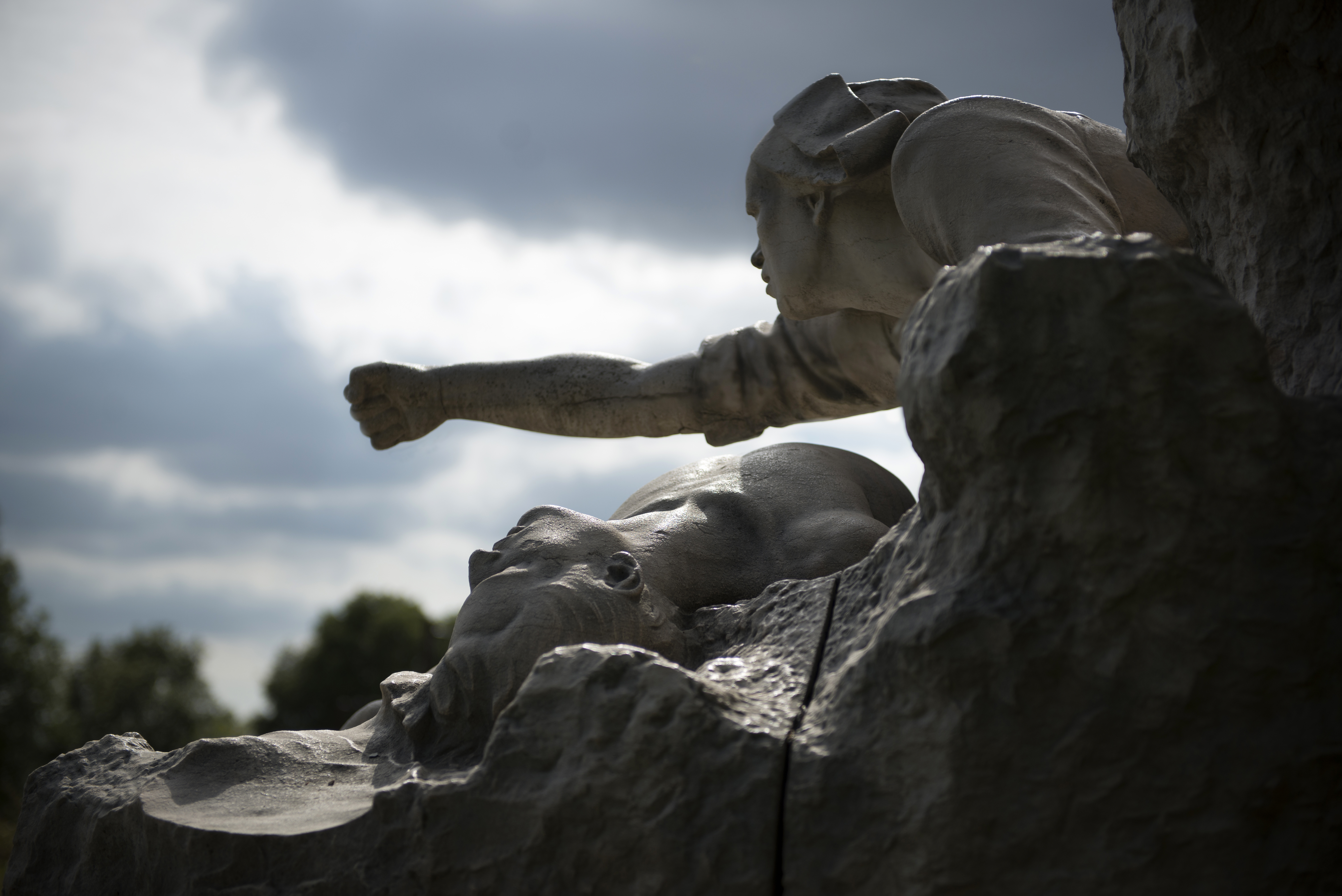

## Décoration
- Chevalier de la Légion d'honneur[4]